# 大滨菊
大滨菊（学名：Leucanthemum maximum）为菊科滨菊属下的一个种。

## 扩展阅读
- 維基物種上的相關：大滨菊